# Блухендж
Блустоунхендж или Блухендж (англ. Bluestonehenge, Bluehenge) — археологический памятник. Представляет собой следы древнего хенджа и кромлеха, обнаруженные в ходе обследования окрестностей к юго-востоку от Стоунхенджа в Уилтшире. Каменный круг был окружён хенджем диаметром около 25 метров, в виде рва с наружной насыпью. В отличие от Стоунхенджа, положение Блухенджа никак не связано с положениями Луны или Солнца.
Всё, что сохранилось к настоящему времени от памятника — это остатки рва вокруг хенджа и ряд каменных композиций, которые все находились под землёй.
Блухендж находится у реки Эйвон на территории церковного прихода Эймсбери. В непосредственной близости от Блухенджа находится Дорога Стоунхенджа — дорога, окаймлённая валами и рвами, ведущая к Стоунхенджу. Майк Паркер Пирсон (Mike Parker Pearson) предполагал, что Блухендж мог использоваться в церемониальных целях — вероятно, как остановка по пути от Даррингтон-Уоллс к Стоунхенджу. Паркер Пирсон считает, что Даррингтон-Уоллс мог быть «местом живых», тогда как Стоунхендж (крупнейший в Британии того времени некрополь)) был «местом мёртвых».
Раскопки Блухенджа проводились в августе 2008 году и вновь в августе 2009 года. Предполагалось, что подробный отчёт о раскопках должен был быть опубликован в феврале 2010 года.
Согласно первичной датировке, памятник был сооружён между 3000 и 2400 гг. до н. э., радиоуглеродный анализ датирует орудия из оленьего рога, найденных при нём, периодом с 2469 по 2286 гг. до н.э. В ходе раскопок обнаружено несколько небольших камней, относящихся к указанному периоду. Предполагается, что изначально существовал круг (кромлех) шириной около 10 метров, состоявший из 27 камней. В некоторых углублениях обнаружен древесный уголь, что говорит о сожжениях, проводившихся в этом месте.
Название «блу(стоун)хендж» связано с небольшими обломками долерита, обнаруженными при обследовании памятника. Долерит в Англии также носит название «синий камень» (англ. bluestone), поскольку свежий скол этого камня имеет синеватый оттенок. Этот долерит, обнаруженный также в Стоунхендже, происходит из местности, удалённой более чем на 200 км, в Пемброкшире (западный Уэльс). По мнению Майка Паркера Пирсона, долеритовые камни из кромлеха могли быть перенесены из него около 2500 г. до н. э. и использованы в Стоунхендже, который как раз в это время подвергся крупной реконструкции.